# Carcinops blandfordi
Carcinops blandfordi är en skalbaggsart som beskrevs av Lewis 1894. Carcinops blandfordi ingår i släktet Carcinops och familjen stumpbaggar. Inga underarter finns listade i Catalogue of Life.